# Matthiola longipetala
Matthiola longipetala (synoniemen: Cheiranthus longipetalus, Matthiola bicornis, Matthiola longipetala subsp. bicornis en Matthiola oxyceras) is een plant uit de kruisbloemenfamilie (Brassicaceae). Het is een rechtopgaande, meestal vertakte, eenjarige plant die tot 40 cm hoog wordt.
De plant groeit bij voorkeur op een zonnige, beschutte plaats in een vochtige, goed waterdoorlatende grond. De zuurgraad van de bodem is bij voorkeur neutraal of basisch.
De plant bloeit gedurende de zomer tot in de herfst. De bloemen kunnen roze, lila of paars zijn in verschillende gradaties. Deze bloemen zijn niet erg opvallend, maar hebben een sterk zoete geur die alleen 's nachts is waar te nemen. Hierdoor wordt de plant ook wel 'avondviolier' of 'nachtviolier' genoemd.
De soort is populair als tuinplant en heeft zich ook vanuit tuinen in het wild gevestigd. De soort komt van nature voor in het oostelijke Middellandse Zeegebied (Zuidoost-Griekenland, Turkije, Cyprus, Syrië, Israël, Egypte, Libië), Saoedi-Arabië en Azerbeidzjan.